# Österreichische Handballmeisterschaft (Frauen) 2013/14
Die 43. Saison der österreichischen Handballmeisterschaft der Frauen begann am 6. September 2013 mit der Begegnung Stockerau gegen Korneuburg und endete mit dem zweiten Finalspiel um die österreichische Meisterschaft am 15. Mai 2014. Der amtierende Meister ist Hypo Niederösterreich.
In der höchsten österreichischen Frauenliga sind 12 Mannschaften vertreten. Im Grunddurchgang spielen alle Mannschaften eine Hin- und eine Rückrunde. Der Tabellenletzte steigt in die Handball-Bundesliga Frauen ab, die beiden erstplatzierten Mannschaften spielen im Best-of-Three-Modus ein Finale um den Meistertitel.
Grunddurchgang
| 1.  | Hypo Niederösterreich    | 22 | 22 | 0 | 0  | 945:397 | 44 |
| 2.  | ZV Wiener Neustadt       | 22 | 19 | 0 | 3  | 652:480 | 38 |
| 3.  | Hypo Niederösterreich II | 22 | 15 | 2 | 5  | 596:539 | 32 |
| 4.  | WAT Atzgersdorf          | 22 | 12 | 3 | 7  | 600:534 | 27 |
| 5.  | Union Korneuburg         | 22 | 13 | 0 | 9  | 642:635 | 26 |
| 6.  | HC BW Feldkirch          | 22 | 10 | 1 | 11 | 547:616 | 21 |
| 7.  | MGA Fivers               | 22 | 9  | 2 | 11 | 609:616 | 20 |
| 8.  | SSV Dornbirn/Schoren     | 22 | 9  | 0 | 13 | 598:650 | 18 |
| 9.  | UHC Stockerau            | 22 | 8  | 1 | 13 | 584:664 | 17 |
| 10. | UHC Admira Landhaus      | 22 | 4  | 1 | 17 | 548:717 | 9  |
| 11. | DHC WAT Fünfhaus         | 22 | 3  | 1 | 18 | 484:759 | 8  |
| 12. | HIB Murpiraten Graz      | 22 | 2  | 1 | 19 | 452:650 | 5  |

Finale Best of Three
| 13.05.2014 | ZV Wiener Neustadt – Hypo Niederösterreich | 19:37 |
| 15.05.2014 | Hypo Niederösterreich – ZV Wiener Neustadt | 32:24 |

Hypo Niederösterreich wurde damit zum 38. Mal in Serie Handball-Meister, außerdem wurde der Handball-Pokal gegen die Damen des ZV Wiener Neustadt mit 40:14 gewonnen.